# Минирање стена
Минирање стена представља контролисано коришћење експлозива и других метода попут притиска гаса код минирања пиротехнике или плазма процеса, како би се ископала, разбила или уклонила стена. Највећу примену има у рудницима, каменоломима и грађевинарству, нпр. за бране или градњу путева. Осим у рударству, резултат минирања стена је често познат као стенски рез.

## Минирање у рударству
Коришћење експлозива у рударству је почело давне 1627. године када је први пут коришћен барут уместо механичких алата у мађарском (сада словачком) граду Банска Штјавњица (слч. Banská Štiavnica, изговор: Банска Шћјавњица, мађ. Selmecbánya). Ова иновација се брзо проширила широм Европе и Америке.
Данас се за минирање стена користи много различитих врста експлозива са различитим карактеристикама. Јачи експлозиви се користе за тврде стене, како би се што ефикасније извршило разарање стенског материјала, а експлозиви мање разорне моћи се користе у мекшим стенама да би се генерисао већи притисак и тако постигао већи ефекат. Најчешће коришћени експлозиви у рударству данас су АНФО, једним делом и због ниже цене од динамита.

## Нуклеарни експлозиви за минирање стена
Потенцијал нуклеарних експлозива за минирање стена је тестиран од стране Сједињених Америчких Држава и Совјетског Савеза шездесетих и седамдесетих година као фокус два истраживачка пројекта. Њихов потенцијал никад није коришћен даље од експериментисања, због радиоактивности и оштрог противљења јавности.

## Галерија
- Бушење отвора за детонирање
- Пуњење отвора са АНФО
- Површина стене која је недавно минирана
- Аутопут изграђен помоћу минирања стена